# Stoffenried
Stoffenried ist ein Ortsteil der Gemeinde Ellzee im schwäbischen Landkreis Günzburg (Bayern).

## Lage
Das Kirchdorf Stoffenried liegt circa drei Kilometer südlich von Ellzee an der Kreisstraße GZ 4.

## Geschichte
Der Ort gehörte bis zur Säkularisation im Jahr 1803 zum Kloster Elchingen, das den Ort öfter verpfändete.
Am 1. Mai 1978 wurde die zuvor selbstständige Gemeinde Stoffenried nach Ellzee eingegliedert.

## Sehenswürdigkeiten

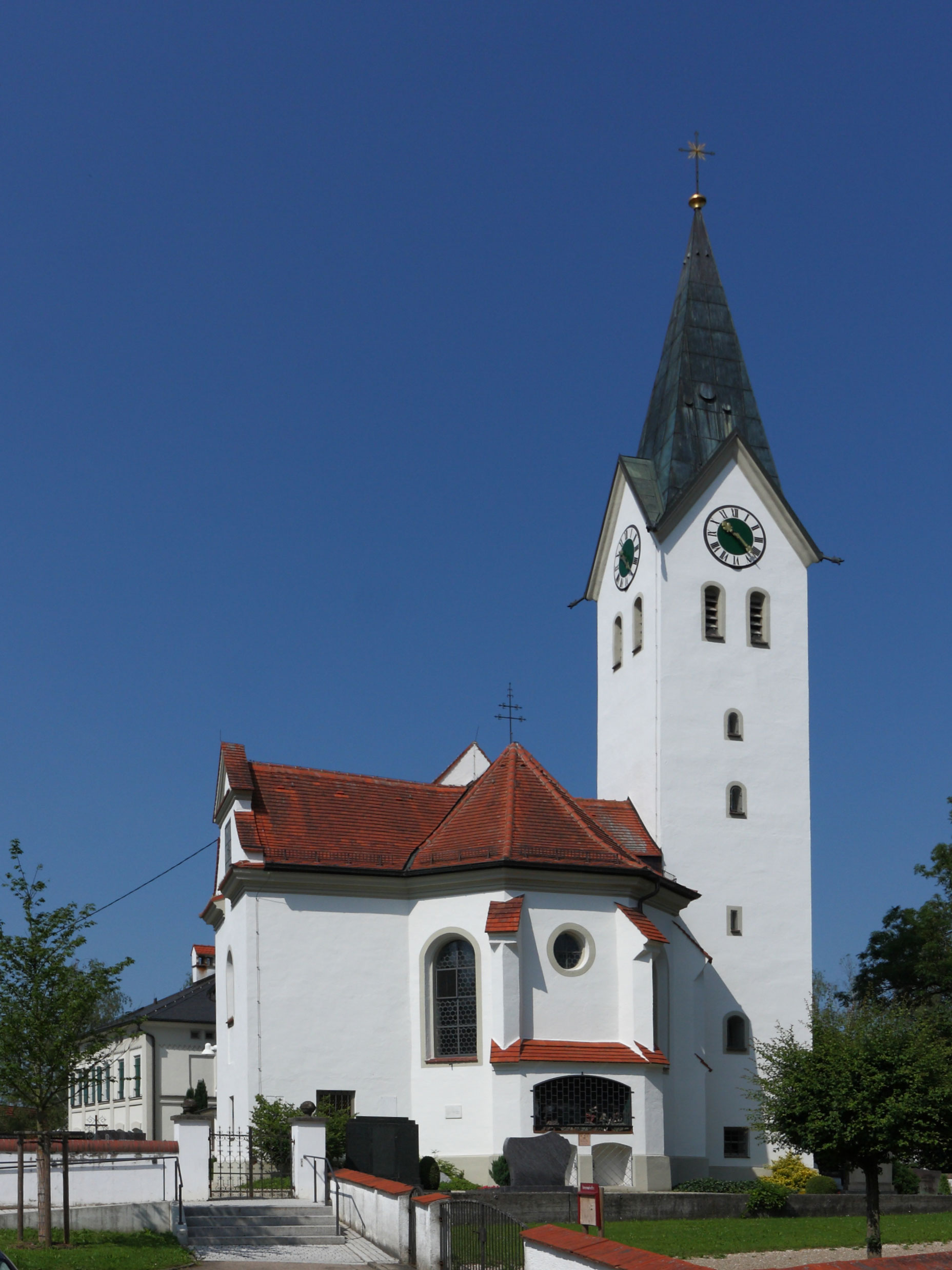
Kirche St. Ägidius

Siehe auch: Liste der Baudenkmäler in Stoffenried
- Katholische Pfarrkirche St. Ägidius
- In Stoffenried befindet sich die Kreisheimatstube.